# アウダーリャ
アウダーリャ（Audarya）とは、フランスで生産・イギリスで調教されていた競走馬である。主な勝ち鞍は、2020年のジャンロマネ賞、BCフィリー&メアターフである。

## 戦績

### 2歳時(2018年)
11月14日に、ケンプトンパーク競馬場で行われた条件戦でデビューし2着に入るが、2歳シーズンはこの1戦のみで終えた。

### 3歳時(2019年)
5月10日にノッティンガム競馬場で行われた未勝利戦では2着となり、3週間後にヤーマス競馬場で行われた条件戦でも2着となり惜敗が続いた。しかし、6月21日にレッドカー競馬場で行われた10ハロンの条件戦では、ゴール残り3ハロンの地点から先頭に立つと、そのまま他馬を突き放して初勝利を挙げた。続いて、7月27日に行われたヨーク競馬場でのハンデ戦は5着に敗れるが、8月23日のグッドウッド競馬場でのハンデ戦にて2勝目を挙げた。その後はフランスへと遠征、9月18日に行われたサンクルー競馬場でのリステッド戦にて2着と好走し、3歳シーズンを終えた。

### 4歳時(2020年)
6月3日にケンプトンパークで行われたリステッド戦では8着、1か月後の7月7日にで行われたリステッド戦でも6着と、連敗を喫してしまう。しかし、8月2日のニューカッスル競馬場でのハンデ戦では、140ポンドという斤量を背負いながらも頭差の接戦を制した。
その後は再びフランスへと渡り、GIジャンロマネ賞に出走。GI初出走ということもあって11頭立てのブービー人気となったが、レースでは2着のアンビションにクビ差で競り勝ち、重賞初勝利をGIで達成した。GI初制覇の勢いで挑んだ次走のオペラ賞では、不良馬場ながらもタルナワの3着に好走する。そして4歳シーズン最後のレースとしてアメリカに遠征し、BCフィリー&メアターフに挑んだ。戦前評価では、前走ダイアナステークスを含めGI6勝のラッシングフォールが1番人気に推され、本馬は9番人気に甘んじた。しかし、レースでは好位勢を前に見ながら息を潜めて最後の直線で抜け出しを図ったラッシングフォールを外から差し切り優勝、8月のジャンロマネ賞以来となる2つ目のGIタイトルを獲得するとともに、ファンショー調教師にとってはこれが初のBC制覇となった。

### 5歳時(2021年)
始動戦のプリンスオブウェールズステークスではラヴの2着に好走する。次走のナッソーステークスでは仏オークス馬のジョーンオブアークと1番人気を分け合うも、レースでは5着に敗れた。連覇を懸けて挑んだジャンロマネ賞ではグランドグローリーに短アタマ差の2着に惜敗し、続くオペラ賞でも4着に敗れた。そして、前年度と同じくアメリカへ遠征してBCフィリー&メアターフに挑むも、レースではラヴズオンリーユーの5着に敗れ連覇達成とはならなかった。このレース後に、調教師のX(旧Twitter)アカウントにて現役引退が発表された。

## 血統表
| アウダーリャの血統           | アウダーリャの血統                                                   | アウダーリャの血統                                                   | （血統表の出典）                                                     | （血統表の出典） |
| 父系                         | ミスタープロスペクター系                                             | ミスタープロスペクター系                                             | ミスタープロスペクター系                                             | [ § 2 ]          |
| 父 Wootton Bassett 2008 鹿毛 | 父の父Iffraaj 2001 鹿毛                                              | Zafonic                                                              | Gone West                                                            | Gone West        |
| 父 Wootton Bassett 2008 鹿毛 | 父の父Iffraaj 2001 鹿毛                                              | Zafonic                                                              | Zaizafon                                                             |                  |
| 父 Wootton Bassett 2008 鹿毛 | 父の父Iffraaj 2001 鹿毛                                              | Pastorale                                                            | Nureyev                                                              | Nureyev          |
| 父 Wootton Bassett 2008 鹿毛 | 父の父Iffraaj 2001 鹿毛                                              | Pastorale                                                            | Park Appeal                                                          |                  |
| 父 Wootton Bassett 2008 鹿毛 | 父の母Balladonia 1996 鹿毛                                           | Primo Dominie                                                        | Dominion                                                             | Dominion         |
| 父 Wootton Bassett 2008 鹿毛 | 父の母Balladonia 1996 鹿毛                                           | Primo Dominie                                                        | Swan Ann                                                             |                  |
| 父 Wootton Bassett 2008 鹿毛 | 父の母Balladonia 1996 鹿毛                                           | Susquehanna Days                                                     | Chief's Crown                                                        | Chief's Crown    |
| 父 Wootton Bassett 2008 鹿毛 | 父の母Balladonia 1996 鹿毛                                           | Susquehanna Days                                                     | Gliding By                                                           |                  |
| 母 Green Bananas 黒鹿毛 2006 | 母の父Green Tune                                                     | Green Dancer                                                         | Nijinsky                                                             | Nijinsky         |
| 母 Green Bananas 黒鹿毛 2006 | 母の父Green Tune                                                     | Green Dancer                                                         | Green Valley                                                         |                  |
| 母 Green Bananas 黒鹿毛 2006 | 母の父Green Tune                                                     | Soundings                                                            | Mr.Prospector                                                        | Mr.Prospector    |
| 母 Green Bananas 黒鹿毛 2006 | 母の父Green Tune                                                     | Soundings                                                            | Ocean's Answer                                                       |                  |
| 母 Green Bananas 黒鹿毛 2006 | 母の母Anabaa republic                                                | Anabaa                                                               | Danzig                                                               | Danzig           |
| 母 Green Bananas 黒鹿毛 2006 | 母の母Anabaa republic                                                | Anabaa                                                               | Balbonella                                                           |                  |
| 母 Green Bananas 黒鹿毛 2006 | 母の母Anabaa republic                                                | Gigawatt                                                             | Double Bed                                                           | Double Bed       |
| 母 Green Bananas 黒鹿毛 2006 | 母の母Anabaa republic                                                | Gigawatt                                                             | Jimka                                                                |                  |
| 母系(F-No.)                  | 1号族(FN:1-i)                                                        | 1号族(FN:1-i)                                                        | 1号族(FN:1-i)                                                        | [ § 3 ]          |
| 5代内の近親交配              | Mr. Prospector4×5=9.38%、Danzig4×5=9.38%、Northern Dancer5×5×5=9.38% | Mr. Prospector4×5=9.38%、Danzig4×5=9.38%、Northern Dancer5×5×5=9.38% | Mr. Prospector4×5=9.38%、Danzig4×5=9.38%、Northern Dancer5×5×5=9.38% | [ § 4 ]          |
| 出典                         | 1. 2. 3. 4.                                                          | 1. 2. 3. 4.                                                          | 1. 2. 3. 4.                                                          | 1. 2. 3. 4.      |